# Steve Jackson Games
Steve Jackson Games – przedsiębiorstwo wydawnicze założone w 1980 roku przez Steve'a Jacksona. Wydawnictwo opublikowało szereg gier fabularnych, planszowych i karcianych, w tym parodystyczną niekolekcjonerską grę karcianą Munchkin, system RPG GURPS, grę fabularną Toon, i inne.